# غیرفعال (مهندسی)

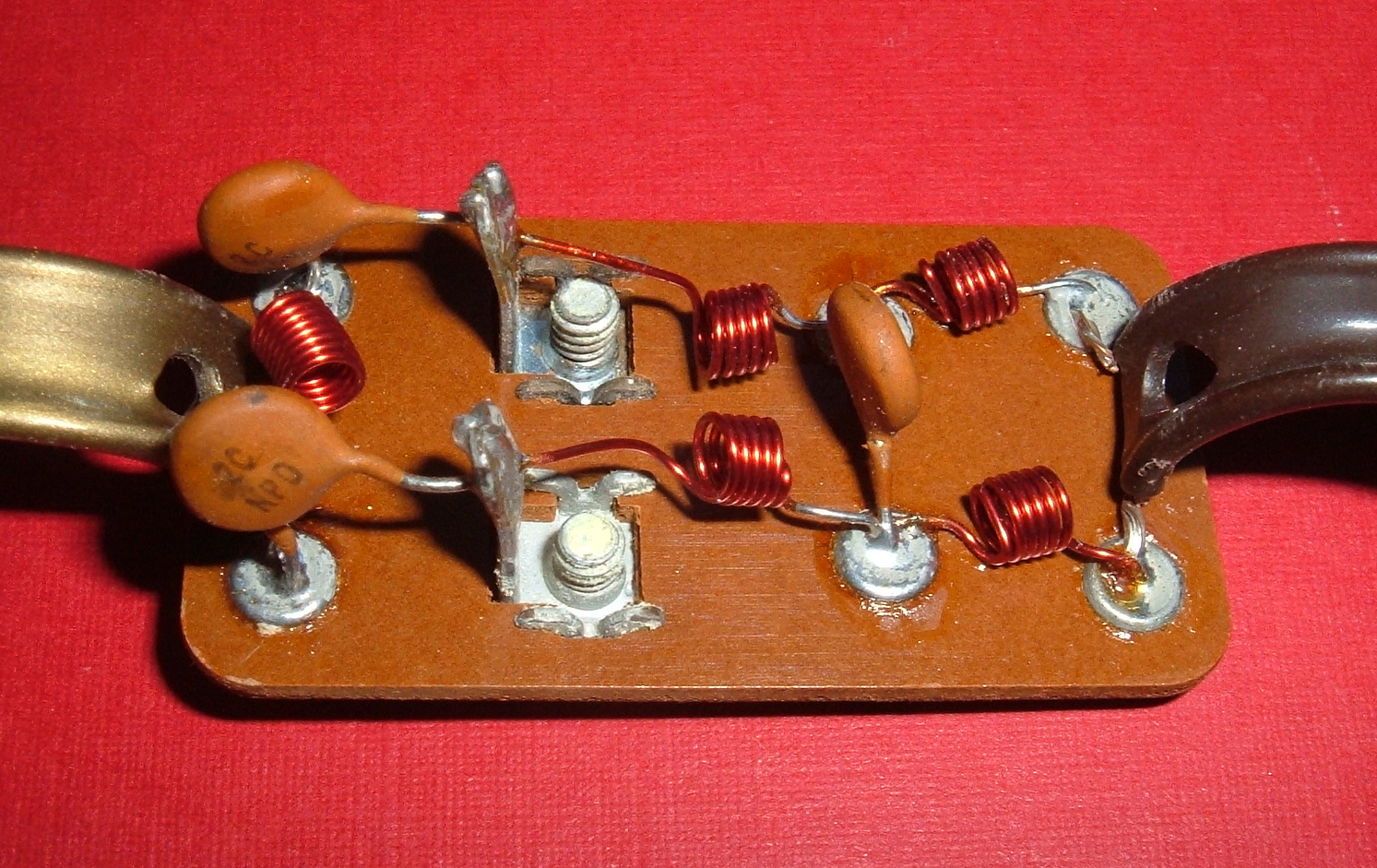
تقسیم‌کننده سیگنال تلویزیون، متشکل از یک فیلتر Hi-Pas و Lo-pass

اصطلاح غیرفعال‌بودن (به انگلیسی: Passivity) در انواع رشته‌های مهندسی و بیشتر در الکترونیک آنالوگ و سامانه‌های کنترل به‌کار می‌رود و معمولاً اشاره به یک جزء (قطعه) غیرفعال، و بسته به زمینه، ممکن است به یک جزء یا قطعه (مثلاً یک مقاومت) که مصرف‌کنندهٔ انرژی است (اما تولید نمی‌کند)، یا (انفعال ترمودینامیکی)، یا یک جزء که از افزایش هرگونه بهره ناتوان است گفته شود.
در مقابل، یک جزء که غیرفعال نیست یک جزء فعال نامیده می‌شود. یک مدار الکترونیکی هم که در مجموع غیرفعال باشد باز یک مدار غیرفعال و دارای خواص مشابه با یک جزء غیرفعال است. استفاده‌های دیگر از این نام؛ خارج از این چارچوب و بدون توضیح و روشن‌سازی، استفاده‌هایی مبهم است. به‌طور معمول، طراحان آنالوگ استفاده از این اصطلاح را برای اشاره به تدریجی بودن اثر اجزاء و سامانه‌های غیرفعال به‌کار می‌برند، در حالی که سامانه‌های کنترل مهندسی آن را برای اشاره به آن‌هایی که از دیدگاه ترمودینامیکی غیرفعال هستند استفاده می‌کنند.
سامانه‌هایی که در آزمون «مدل سیگنال کوچک» (مدلی که در آن؛ برای تخمین رفتار مدارهای الکترونیکی حاوی افزاره‌های غیرخطی از معادلات خطی استفاده می‌شود٬) غیرفعال نیستند، گاهی به عنوان «فعال محلی» خوانده می‌شوند (مانند ترانزیستورها و دیودهای تونلی). سامانه‌هایی که می‌توانند در حالت زمانی نارسانایی تولید نیرو کنند، اغلب به نام «فعال پارامتریکی» نامیده می‌شوند (مثلا انواع خاصی از خازن‌های غیرخطی).

## غیرفعال‌بودن فزاینده
در طراحی مدار، به‌طور غیررسمی، اجزای غیرفعال به مواردی گفته می‌شوند که توانایی افزایش توان را ندارند. این بدان معنی است که آن‌ها نمی‌توانند سیگنال‌ها را تقویت‌کنند. تحت این تعریف، اجزای غیرفعال شامل خازن‌ها، سلف‌ها، مقاومت‌ها، دیودها، ترانسفورماتورها، منابع ولتاژ و منابع جریان هستند.
برای ارائه اصطلاحات دیگر، سامانه‌هایی که مدل سیگنال کوچک برای آنها غیرفعال نیست، گاهی به‌صورت محلی فعال نامیده می‌شوند (مانند ترانزیستورها و دیودهای تونلی). سامانه‌هایی که می‌توانند در مورد یک حالت ناپریشیدگی متغیر با زمان تولید کنند، اغلب از نظر پارامتری فعال نامیده می‌شوند (مثلاً انواع خاصی از خازن‌های غیرخطی).
به‌طور رسمی، برای یک عنصر دوپایانه‌ای بی‌حافظه، این بدان معنی است که مشخصه جریان-ولتاژ به‌طور یکنواخت درحال افزایش است. به همین دلیل، نظریه پردازان سیستم‌های کنترل و شبکه‌های مدار، این افزاره‌ها را به‌صورت محلی غیرفعال، به‌طورفزاینده غیرفعال، افزایشی، افزایشی یکنوا یا یکنواخت می‌نامند. مشخص نیست که چگونه این تعریف برای افزاره‌های چنددرگاهی با حافظه رسمیت می‌یابد - به‌عنوان یک موضوع عملی، طراحان مدار به‌طور غیررسمی از این اصطلاح استفاده می‌کنند، بنابراین ممکن است نیازی به رسمی کردن آن نباشد.

## غیرفعال‌بودن ترمودینامیکی
در سامانه‌های کنترل و نظریه شبکه مدار، یک جزء یا مدار غیرفعال قطعه‌ای است که انرژی مصرف می‌کند، اما انرژی تولید نمی‌کند.

## تعریف‌های دیگر غیرفعال‌بودن
در مهندسی الکترونیک، افزاره‌هایی که بهره یا عملکرد اصلاح کننده را نشان می‌دهند (مانند دیودها) فعال در نظر گرفته می‌شوند. فقط خازن‌ها، القاگر‌ها و مقاومتها غیرفعال دانسته می‌شوند. از نظری، دیودها را می‌توان مقاومت غیرخطی در نظر گرفت، اما غیرخطی بودن در یک مقاومت معمولاً جهت‌دار نیست، این همان خصوصیاتی است که منجر به طبقه‌بندی دیودها به عنوان فعال می‌شود.

## یادداشت
1. ↑  This is probably formalized in one of the extensions to Duffin's Theorem. One of the extensions may state that if the small signal model is thermodynamically passive, under some conditions, the overall system will be incrementally passive, and therefore, stable. This needs to be verified.

## برای مطالعهٔ بیشتر
- Khalil, Hassan (2001). Nonlinear Systems (3rd ed.). Prentice Hall. ISBN 0-13-067389-7.—Very readable introductory discussion on passivity in control systems.
- Chua, Leon; Desoer, Charles; Kuh, Ernest (1987). Linear and Nonlinear Circuits. McGraw–Hill Companies. ISBN 0-07-010898-6.—Good collection of passive stability theorems, but restricted to memoryless one-ports. Readable and formal.
- Desoer, Charles; Kuh, Ernest (1969). Basic Circuit Theory. McGraw–Hill Education. ISBN 0-07-085183-2.—Somewhat less readable than Chua, and more limited in scope and formality of theorems.
- Cruz, Jose; Van Valkenberg, M.E. (1974). Signals in Linear Circuits. Houghton Mifflin. ISBN 0-395-16971-2.—Gives a definition of passivity for multiports (in contrast to the above), but the overall discussion of passivity is quite limited.
- Wyatt, J.L.; Chua, L.O.; Gannett, J.; Göknar, I.C.; Green, D. (1978). Foundations of Nonlinear Network Theory, Part I: Passivity. Memorandum UCB/ERL M78/76, Electronics Research Laboratory, University of California, Berkeley.
Wyatt, J.L.; Chua, L.O.; Gannett, J.; Göknar, I.C.; Green, D. (1980). Foundations of Nonlinear Network Theory, Part II: Losslessness. Memorandum UCB/ERL M80/3, Electronics Research Laboratory, University of California, Berkeley.
— A pair of memos that have good discussions of passivity.
- Brogliato, Bernard; Lozano, Rogelio; Maschke, Bernhard; Egeland, Olav (2007). Dissipative Systems: Analysis and Control, 2nd edition. Springer Verlag London. ISBN 978-1-84628-516-5.—A complete exposition of dissipative systems, with emphasis on the celebrated KYP Lemma, and on Willems' dissipativity and its use in Control.